# Levan Mosesjvili
Levan Georgievitsj Mosesjvili (Georgisch: ლევან გიორგის ძე მოსეშვილი; Russisch: Леван Георгиевич Мосешвили) (Tbilisi, 23 mei 1940 – Tbilisi, 5 maart 2020) was een basketbalspeler, die speelde voor de Sovjet-Unie op de Olympische Spelen.

## Carrière
Mosesjvili begon zijn loopbaan in 1960 bij Dinamo Tbilisi en zou daar zijn hele leven blijven spelen. Met Dinamo won hij in 1968 het landskampioenschap van de Sovjet-Unie. In 1969 won Mosesjvili ook de beker van de Sovjet-Unie met Dinamo. In Europa won Mosesjvili de grootste prijs in 1962. Met Dinamo won hij de FIBA European Champions Cup door in de finale te winnen van Real Madrid uit Spanje met 90-83. In 1969 verloor Mosesjvili met Dinamo de finale om de European Cup Winners' Cup van Slavia VŠ Praag uit Tsjecho-Slowakije met 74-80. In 1974 won Mosesjvili met het Nationale team van de Sovjet-Unie, zilver op de Olympische Spelen. In 1971 stopte Mosesjvili met basketbal. In 1972 werd Mosesjvili hoofdcoach van Dinamo Tbilisi. Deze functie zou hij tot 1998 bekleden. In 1998 werd Mosesjvili coach van het nationale team van Georgië. In 2010 werd Mosesjvili voor één jaar coach van Armia Tbilisi. Hij won het landskampioenschap van Georgië, de Georgische basketbalbeker en de Otar Korkia Supercup.

## Erelijst
- Landskampioen Sovjet-Unie: 1
  - Winnaar: 1968
  - Tweede: 1960, 1961, 1969
  - Derde: 1965
- Bekerwinnaar Sovjet-Unie: 1
  - Winnaar: 1969
- FIBA European Champions Cup: 1
  - Winnaar: 1962
- European Cup Winners' Cup:
  - Runner-up:1969
- Olympische Spelen:
  - Zilver: 1964